# خواستگار (فیلم)
خواستگار فیلمی به کارگردانی علی حاتمی و بازیگری پرویز صیاد و زری خوشکام است.

## داستان
آموزگاری به نام آقای خاوری (پرویز صیاد) در خانه وسواس‌الدوله (صادق بهرامی) ساکن است. او به زری (زری خوشکام) دختر وسواس الدوله، دل می‌بندد؛ اما پیش از خواستگاری مرد نظربازی موسوم به «دون ژوان» (نوذر آزادی) زری را اغفال و با او ازدواج می‌کند. زری پس از چندی شوهر نااهل را از خانه می‌راند و خاوری که کماکان در آرزوی ازدواج با زری است تصمیم به خواستگاری می‌گیرد. اما پیش از او استاد علی بنا (رضا کرم‌رضایی) به خواستگاری زری می‌آید و با او وصلت می‌کند و زندگی مشترک آن دو نیز با مرگ قریب‌الوقوع معمار از هم می‌پاشد. خاوری بار دیگر خود را برای خواستگاری از زری آماده می‌کند. اما جواد آقای راننده (عنایت‌الله بخشی) پیش دستی می‌کند و خاوری از ازدواج با زری محروم می‌ماند. جوادآقا به محبس می‌افتد و زری از خاوری تقاضا می‌کند که برای گرفتن طلاق غیابی او اقدام کند. وقتی خاوری پس از دوندگی زیاد موفق می‌شود زری بر اثر معاشرت با معلم آواز مافنگی (جهانگیر فروهر) به خوانندگی تشویق می‌شود و از ازدواج با خاوری طفره می‌رود. تا این که سال‌ها بعد که هر دو پیر و شکسته شده‌اند خاوری زری را در بستر مرگ در بیمارستان به عقد خود درمی‌آورد و زری لحظه‌ای بعد جان می‌سپارد.

## مکان فیلم‌برداری
قسمت‌هایی از این فیلم در عمارت مشیرالدوله (پیرنیا) واقع در خیابان منوچهری شهر تهران فیلم‌برداری شده است.